# جری زاکر
جری زاکر (انگلیسی: Jerry Zucker؛ زادهٔ ۱۱ مارس ۱۹۵۰) تهیه‌کننده، کارگردان و هنرپیشه اهل ایالات متحده آمریکا است.

## فیلم‌شناسی
| سال  | فیلم                     | کارگردان | تهیه‌کننده | فیلم‌نامه‌نویس |
| ---- | ------------------------ | -------- | --------- | ------------ |
| ۱۹۷۷ | فیلم کنتاکی فراید        |          |           | Yes          |
| ۱۹۸۰ | هواپیما!                 | Yes      |           | Yes          |
| ۱۹۸۴ | فوق سری!                 | Yes      |           | Yes          |
| ۱۹۸۶ | مردم بی‌رحم               | Yes      |           |              |
| ۱۹۸۸ | سلاح عریان               | Yes      |           |              |
| ۱۹۹۰ | روح                      | Yes      |           |              |
| ۱۹۹۱ | سلاح عریان دو و یک‌دوم    | Yes      |           |              |
| ۱۹۹۴ | سلاح عریان سی‌وسه و یک‌سوم |          |           | Yes          |
| ۱۹۹۵ | اولین شوالیه             | Yes      | Yes       |              |
| ۲۰۰۱ | سگ‌دو                     | Yes      | Yes       |              |
| ۲۰۱۰ | بازی منصفانه             |          | Yes       |              |
| ۲۰۱۱ | دوستی با مزایا           |          | Yes       |              |